# Melville Baker
Melville Baker (Massachusetts, 24 d'abril de 1901 - Niça, 10 d'abril de 1958) va ser un guionista estatunidenc.

## Filmografia parcial
- The Swan (1925)
- The Circus Kid (1928)
- Darkened Rooms (1929)
- One Romantic Night (1930)
- His Woman (1931)
- Zoo in Budapest (1933)
- Now and Forever (1934)
- The Gilded Lily (1935)
- Ladies in Love (1936)
- Seventh Heaven (1937)
- The First Hundred Years (1938)
- Above Suspicion (1943)